# 120-е

## Догађаји и трендови
- 120. — Цар Хадријан посетио Британију.
- 123. — Цар Хадријан избегао рат са Партијом личним сусретом са Хозројем I.
- 127. — Цар Хадријан се вратио у Рим након седмогодишњег обиласка римских провинција.